# Grenig indiankål
Grenig indiankål (Hydrophyllum virginianum) är en strävbladig växtart som beskrevs av Carl von Linné. Enligt Catalogue of Life ingår Grenig indiankål i släktet indiankålssläktet och familjen strävbladiga växter, men enligt Dyntaxa är tillhörigheten istället släktet indiankålssläktet och familjen strävbladiga växter. Arten har ej påträffats i Sverige. Utöver nominatformen finns också underarten H. v. atranthum.

## Bildgalleri

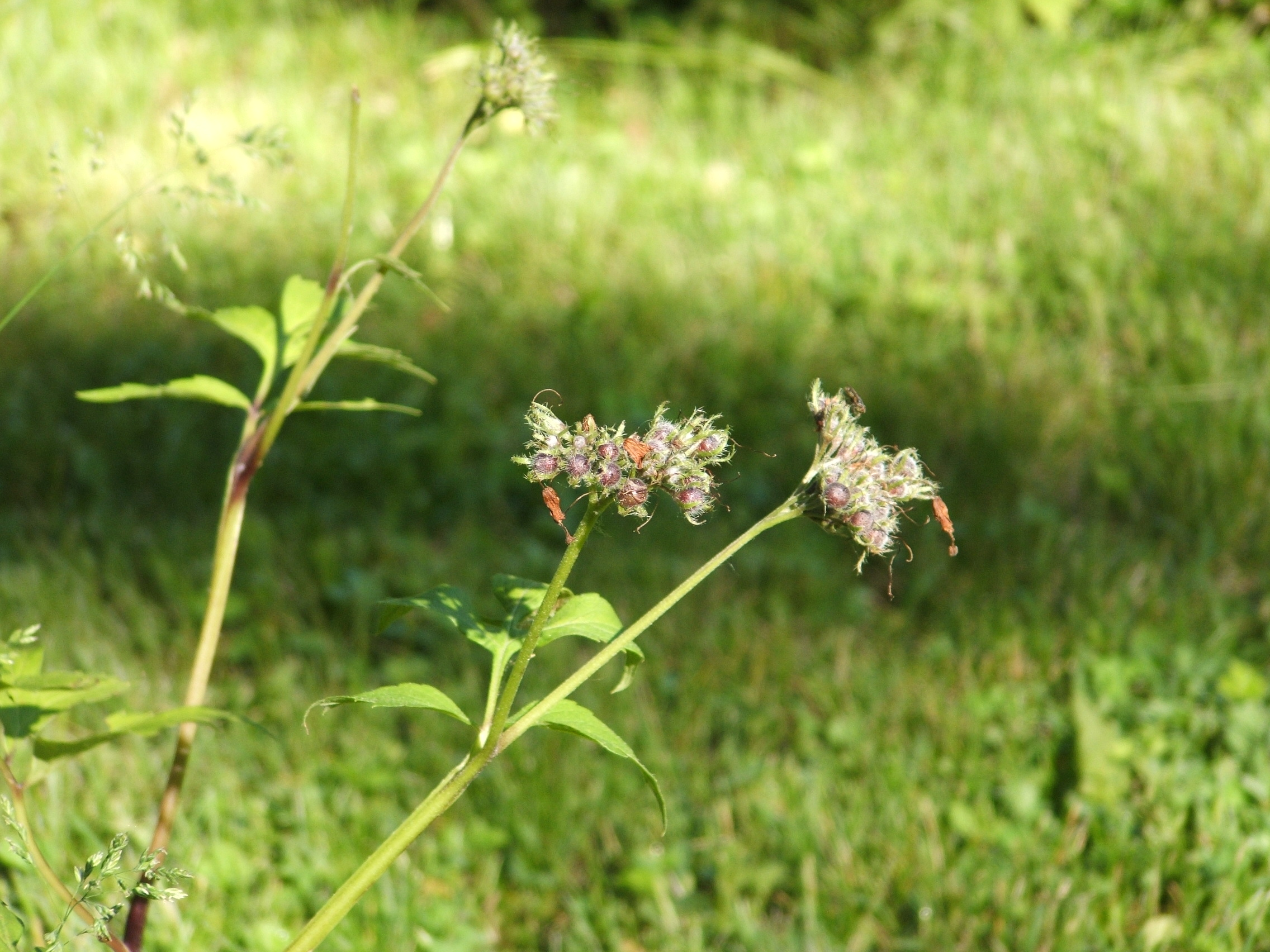